# Whiteley Village
Whiteley Village – część wsi Hersham, w Anglii, w hrabstwie Surrey, w dystrykcie Elmbridge. Słuzy do zapewnienia opieki starcom. Leży 27 km na południowy zachód od centrum Londynu.